# Ni Ju San
Ni Ju San (japanisch 二十三 für 23) ist eine Punkrock-Band aus Wermelskirchen. Sie bezeichnen ihren Sound selbst als: Punkrock, Rock, Metal, Metalcore und Ska. Eine Besonderheit von  Ni Ju San sind die teilweise bis zu fünf-stimmigen Gesänge. Ihre Texte sind hauptsächlich deutsch und behandeln Themen wie Politik und Liebe, aber auch triviale Dinge.

## Die Zahl 23
Die 23 ist Zahl der Illuminaten im Roman Illuminatus! und steht damit gleichbedeutend für verschiedene Verschwörungstheorien.
Im Intro-Track des Albums Alles Lüge findet sich eine Tonaufnahme, die rückwärts abgespielt folgenden Text enthält:
„Solltest du dir jetzt wirklich die Mühe gemacht haben, diese verständlich hörbar zu machen, spricht das zwar einerseits für deinen technischen Sachverstand, wie auch deiner Einstellung als solches, es war allerdings reine Zeitverschwendung.“

## Geschichte
Die Band wurde ursprünglich 1997 unter dem Namen „Barbed Wire“ gegründet; erst 2001 hatte man eine bühnentaugliche Formation zusammen, die sich 2003 in Ni Ju San umbenannte. Im gleichen Jahr wurde auch ihr erstes Album ...und Morgen die ganze Welt! veröffentlicht, 2004 kam der Longplayer Alles Lüge. Im Jahr 2005 kam die Band zu Nix-Gut Records und es erschienen das Unplugged-Live-Album Elevator Music (aufgenommen im „Bierhahn“ in Wermelskirchen) sowie das Studioalbum Bis einer weint. Am 28. September 2007 wurde Schoenen Gruss veröffentlicht. Sämtliche Alben wurden im „Donner Tonstudio“ in Remscheid aufgenommen.
2012 erschien mit Dystopia das vorerst letzte Album, ehe im März 2020 nach achtjähriger Pause mit Gloria eine neue Single veröffentlicht wurde. Diese erschien unter dem Hamburger Label Alster Records, welches auch alle unter Nix Gut Records herausgebrachte Alben als Re-Release digital neu veröffentlichte.

## Diskografie

### Alben
- Live-Demo (2001, als Barbed Wire, Eigenproduktion, vergriffen)
- ...und Morgen die ganze Welt! (2003, Eigenproduktion, vergriffen)
- Alles Lüge (2004, Eigenproduktion, vergriffen)
- Alles Lüge (2005, Remastered von EROC, Labeldebut auf Nix Gut Records | 2020 Re-Release Alster Records)
- Elevator Music (2005, Live & Unplugged)
- Bis einer weint (2005 | 2020 Re-Release Alster Records)
- Schoenen Gruss (2007 | 2020 Re-Release Alster Records)
- ...und Morgen die ganze Welt! (2007, Neuveröffentlichung bei Nix Gut Records)
- Besser als Schlecht (2008, Live | 2020 Re-Release Alster Records)
- Dystopia (2012, Nix Gut Records | 2020 Re-Release Alster Records)
- Gloria (2020, Alster Records)

### Andere Veröffentlichungen
- Schlächter Asbest (2008, Live-DVD)

### Kompilationsbeiträge
- Rückenwind (2003, Axel Springer)
- Gegenwind 2 (2004, Werden, nicht Sein)
- Soundgate (2004, Antinquisition Live, It's Over, Medley)
- Es lebe der Punk Vol. 5 (2005, Antinquisition, Wo bin ich hin)
- Chaos, Bier + Anarchie 4 (2005, Glasmensch)
- PUNK das ist unser Kult Vol. 1 (UBP, Kein Blick zurück)
- Es lebe der Punk Vol. 6 (2006, Sensenmann, Nachts... Rosa)
- Live in der Welle (2006, UBP, Mein Nein, Hard to Pass)
- Hard Voices (2006, DVD)
- Smalltownsounds (2006, Glasmensch, Augenblick)
- Wir lassen uns das dagegensein nicht verbieten (2006, Wacht auf)
- The Taste of Underground (2009, Viva Utopia, Rockbitch)
- Punk Chartbusters 6 (2009, How You Remind Me Nickelback Cover)